# Màxim I de Jerusalem
Màxim de Jerusalem o Màxim Hierosolimità (llatí: Maximus Hieroslymitanus) fou un teòleg i escriptor del segle ii en llengua grega que probablement fou bisbe de Jerusalem.

## Identificació
Se sap que entre 155 i 185, hi va haver un bisbe de nom Màxim que va governar la diòcesi de Jerusalem, tot i que és possible que en realitat fossin dues persones diferents, Màxim I de Jersusalem, que hauria exercit el càrrec vers el 155, i Màxim II de Jerusalem, que l'hauria exercit cap al 185. Tampoc és segur que l'escriptor i el bisbe fossin la mateixa persona i, si a més foren dos bisbes diferents, no se sap quin d'ells hauria estat l'escriptor, tot i que és més probablement que fos el segon.

## Obra
Màxim va escriure el tractat Πσρὶ τῆς ὕλης, De Materia.